# Zaoziorsk

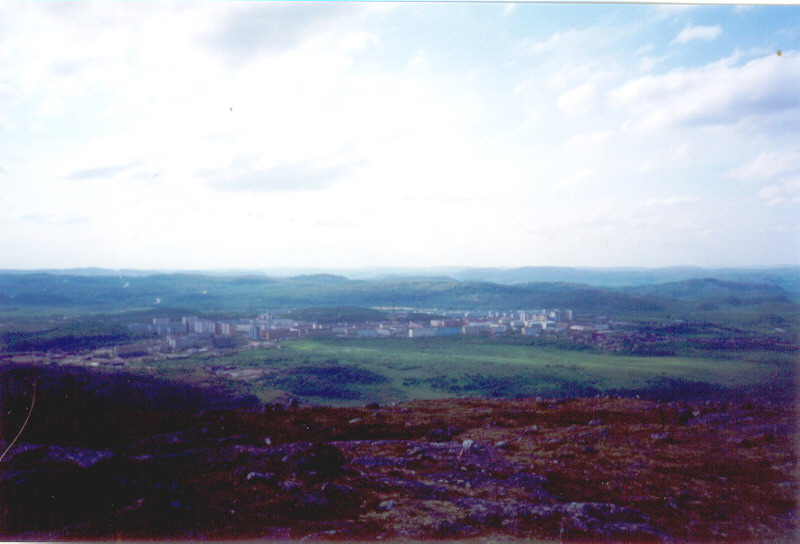
Vy över Zaoziorsk med omgivning.

Zaoziorsk (ryska: Заозёрск) är en stad i Murmansk oblast i Ryssland. Den är en så kallad stängd stad och var förr känd som Murmansk-150. Folkmängden uppgick till 9 864 invånare i början av 2015.